# Vaini
Vaini – miejscowość na Tonga, na wyspie Tongatapu, położona nad Oceanem Spokojnym. Według danych oficjalnych z dnia 30 listopada 2011 roku liczy 3235 mieszkańców. Piąte co do wielkości miasto kraju.